# 성정체성
젠더 정체성(gender identity) 또는 성 정체성(性 正體性)은 자신의 젠더에 대한 자각, 자아의식을 말한다. 성별 정체성, 성 주체성, 성 동일성이라고도 하며, 성적 정체성(sexual identity)과는 다르다. 성정체성은 출생 시의 지정성별과 동일할 수도 있으며 다를 수도 있다. 젠더 표현은 일반적으로 개인의 성정체성을 반영하지만, 반드시 그런 것은 아니다. 개인은 특정한 성 역할과 일치하는 행동, 태도 및 외모를 보일 수 있지만, 이러한 표현이 반드시 그의 성 정체성을 반영하는 것은 아니다. 성 정체성(gender identity)이라는 단어는 1964년에 로버트 J. 스톨러(en:Robert Stoller)에 의해 창안되었다.
모든 사회에는 성의 구분이 있으며 이 구분은 다른 구성원들과 비교하여 개인의 자아 정체성의 근간을 이룰 수 있다. 대부분의 사회에는 남성과 여성에게 부여된 성적 특성의 기본적 구분, 즉 대부분의 사람들이 따르는 젠더 이분법이 존재한다. 이 젠더 이분법은 생물학적 및 사회적 성의 모든 면, 즉 생물학적 성(sex), 젠더 정체성, 및 젠더 표현 등에서 남성성과 여성성을 예상한다. 어떤 사람들은 사회가 자신의 생물학적 성에 부여한 젠더의 특성 중 일부, 혹은 전체를 자신과 동일시하지 않는다. 이들의 일부는 트랜스젠더이거나, 비이분법적 젠더(논바이너리) 혹은 젠더퀴어이다. 어떤 사회에는 제3의 성 구분이 있다.
성정체성의 종류에는 젠더(사회적 성)가 지정성별과 다른 트랜스젠더, 젠더(사회적 성)가 지정성별과 일치하는 시스젠더 그리고 사회의 전통적인 젠더 규범을 벗어나는 성정체성인 젠더퀴어 등이 있다.

## 같이 보기
- 성적 정체성(sexual identity)
- 성적 지향(sexual orientation)
- 트랜스젠더
- 논바이너리
- 젠더퀴어
- 젠더 불쾌감
- 젠더 불일치의 원인
- 성전환 수술
- 젠더 연구
- 로버트 스톨러(영어판)
- 패권적 남성성(영어판)

## 참고 자료
- 엄마! 내가 남자야 여자야?… 성 정체성에 혼돈 겪고 있는 소아청소년 급증세 : 문화일보 2012-02-21 22:59